# Koba (panier)

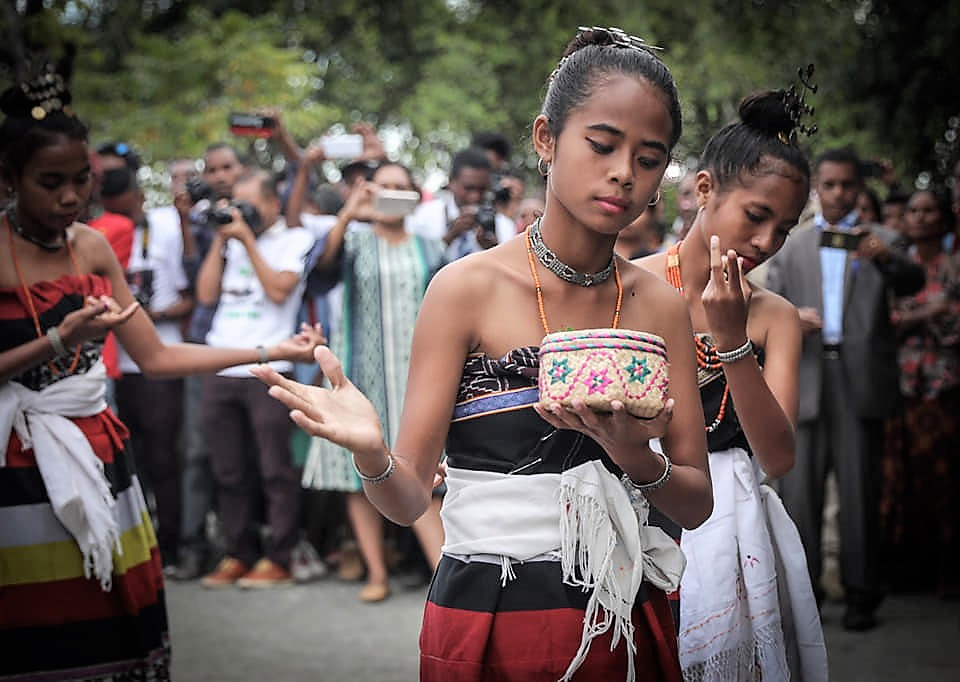
Est-Timoraises en habits traditionnels, dont l'une avec un koba.

Un koba est un panier en paille tressée avec un couvercle, originaire du Timor oriental. 
Des noix de bétel peuvent être placées dans un koba et être offertes aux invités en guise de cadeau de bienvenue. Lors des mariages traditionnels ou autres cérémonies, les kobas peuvent contenir des pièces de monnaie. 
Bien qu'en tétoum le koba soit le terme général pour désigner un panier, son nom et son aspect peuvent varier selon la région. Dans la municipalité de Cova Lima, il prend parfois la forme d'une uma lulik, un type de maison sacrée dans la région (le nom de Cova Lima est dérivé de koba).

## Galerie

Quelques kobas
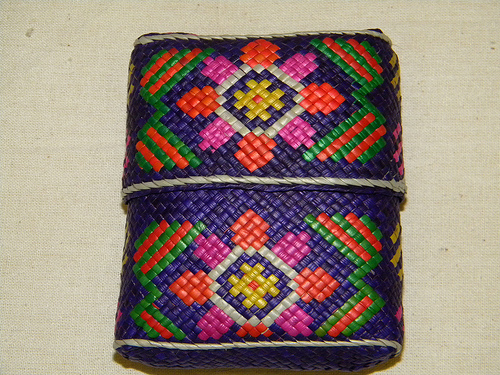
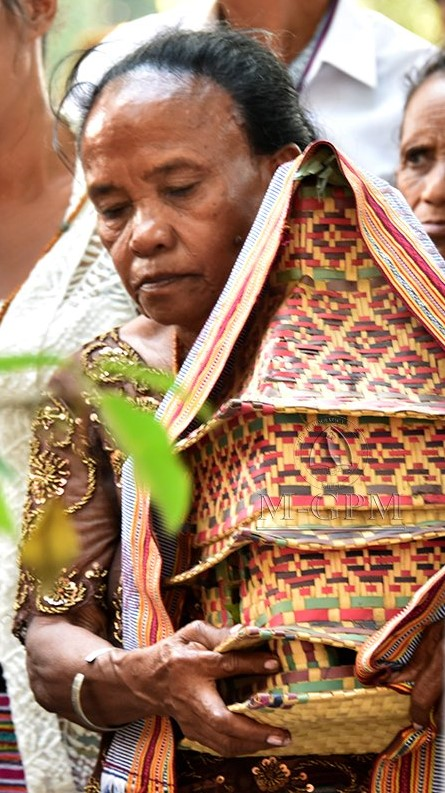
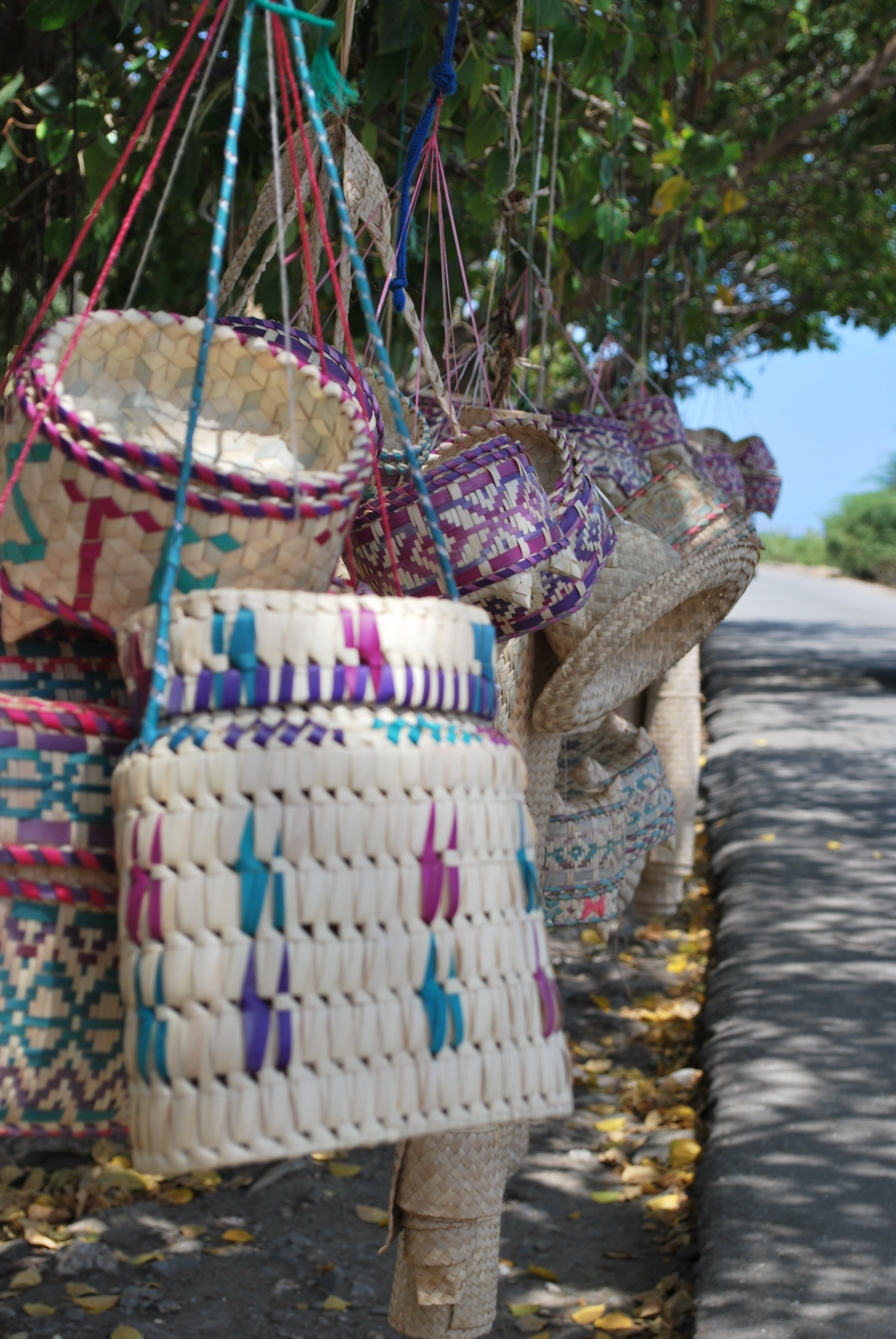

## Baha liurai
Le Baha Liurai est une cérémonie animiste dans le Suco Babulo majoritairement Naueti du Timor oriental, où le koba a un rôle important. Elle a lieu tous les sept à quinze ans sur la "montagne sainte" du même nom, ou chaque fois que les anciens le jugent nécessaire. On dit que les Ina ama, père et mère des ancêtres, sont enterrés ici. Pendant la cérémonie, une offrande est faite aux ancêtres sur leur tombe. Les gens leur parlent, remercient les ancêtres pour leur protection des habitants de la "terre sainte" et demandent que leur protection et leur liberté de mouvement soient maintenues.

La cérémonie
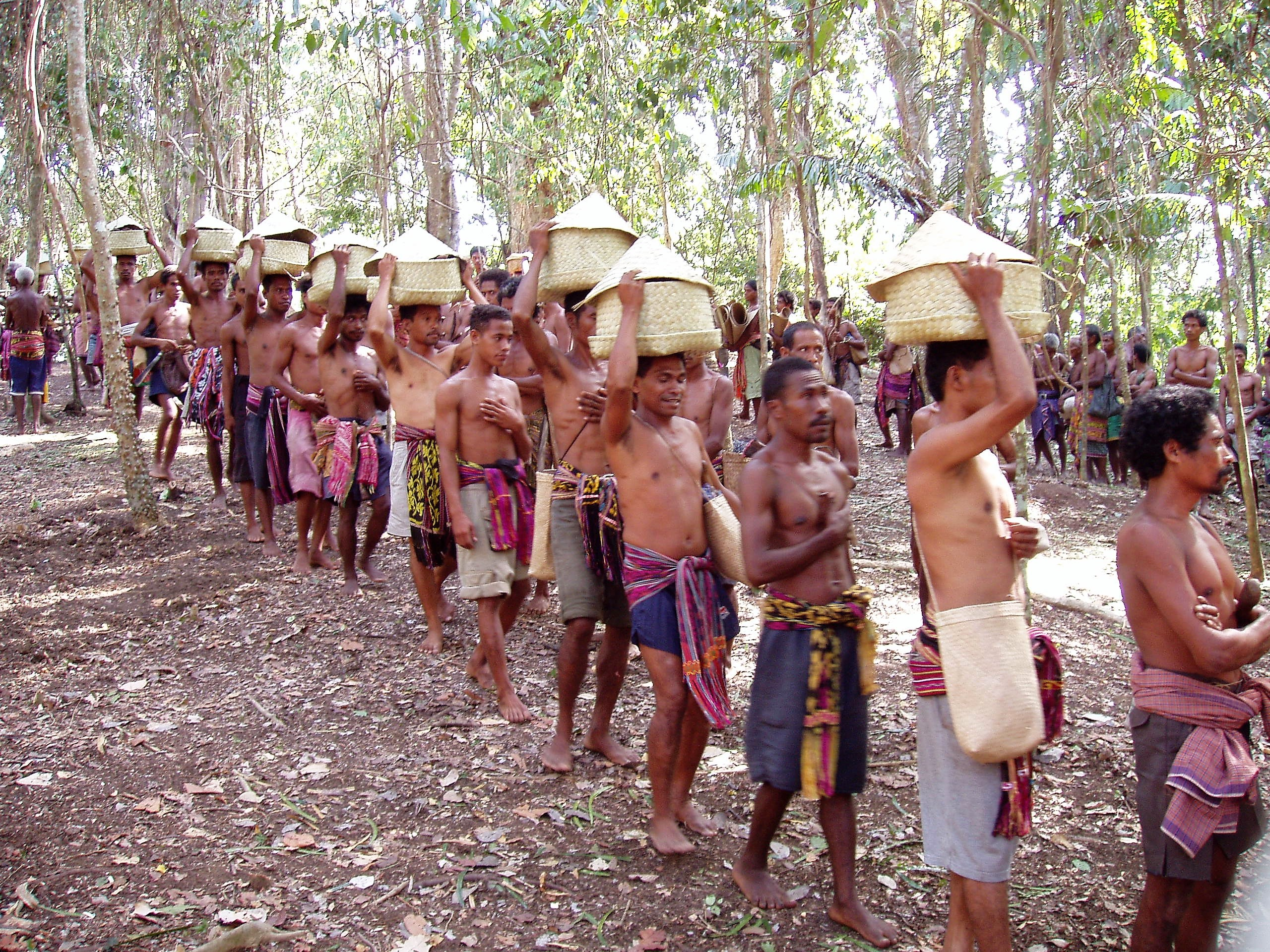
Sur le chemin du retour au village. Chaque personne représente un clan. Un clan est composé de plusieurs familles qui, ensemble, forment le village. La main gauche sur la poitrine signifie que la cérémonie est faite de bon cœur, avec honnêteté, confiance et des intentions pures. Tous les hommes ici portent les paniers à la manière des femmes. Dans la vie quotidienne, c'est la façon dont elles transportent leurs marchandises.
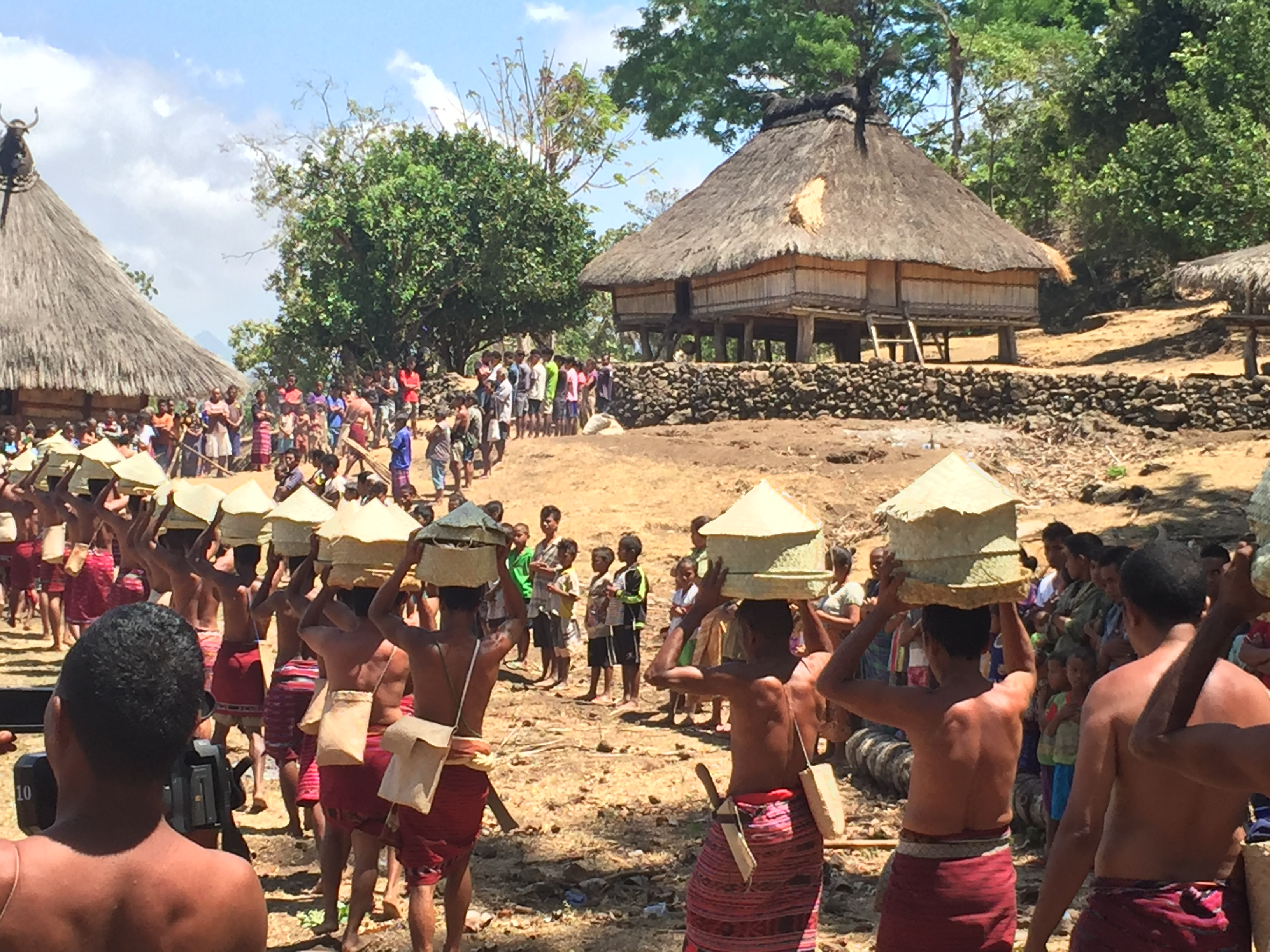
Retour au village
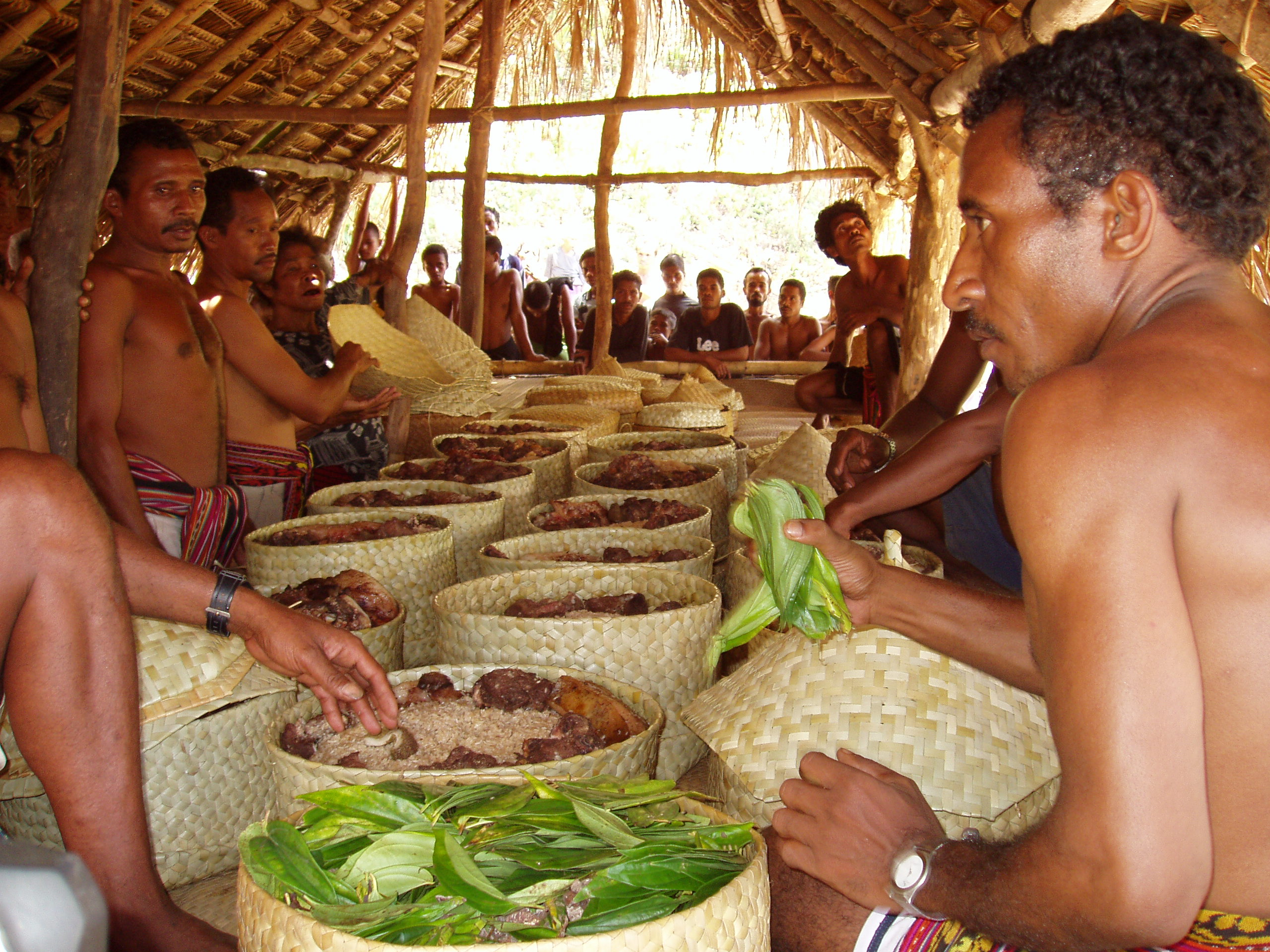
Il s'agit de l'offrande appelée Iluwai Malu bu (le crachat et la noix de bétel). Le crachat symbolise la bénédiction des ancêtres et de la terre. Malu bu : le reste de la noix de bétel des ancêtres. Chaque membre du village reçoit sa part. Ceux qui vivent à l'étranger comptent également.
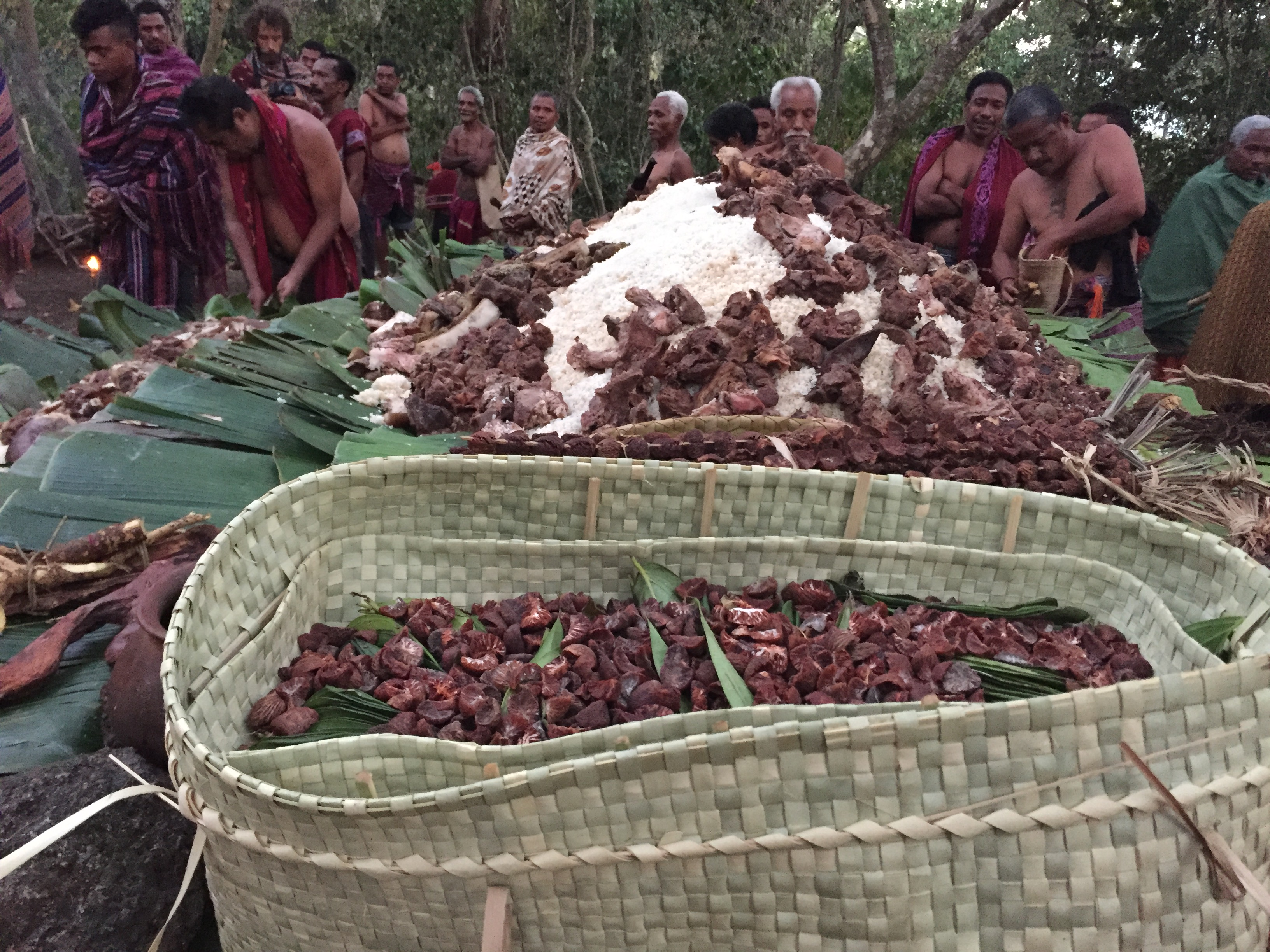
Les offrandes sur l'autel.